# Unión de Demócratas por la República
Para otros usos véase UDR desambiguación
La Unión de Demócratas por la República (UDR) (en francés Union des Démocrates pour la République) es un partido político de derecha francés de carácter gaullista que tuvo actividad en ese país entre 1967 en que tomó el testigo de la Unión para la Nueva República y 1976 en donde se transformó en Agrupación por la República.

## Orígenes del partido
Desde el inicio de la Quinta República Francesa, el movimiento gaullista se había ido aglutinando alrededor de personas más o menos representativas, pero sin que de hecho se tuviera un claro liderazgo, más allá de la referencia siempre autónoma del propio general De Gaulle. La creación en 1958 de la UNR no había servido para vertebrar un movimiento (como a ellos les gustaba decir) que no llegaba a ser un partido. La necesidad de unir a diversos sectores hizo que en 1967 la UNR presentara listas conjuntas con la UDT. El relativo éxito obtenido (aunque por poco los gaullistas salvaron la mayoría) llevó a los dirigentes a estabilizar esta unión para tratar de minimizar los riesgos.

## Creación del partido
La IV Asamblea Nacional de la UNR certifica la fusión de UNR y UDT en la Unión de Demócratas por la Quinta República. Se elaboran unos nuevos estatutos y se elige a Robert Poujade como Secretario General. Se presta apoyo inequívoco al primer ministro, Georges Pompidou, al que se considera el líder de esta nueva formación.

## Los acontecimientos de mayo de 1968
Los disturbios y el movimiento revolucionario que se desarrollan en Francia en el mes de mayo de 1968 sacuden violentamente al gobierno. Sin embargo, poco a poco, la indecisión de la izquierda tradicional y el propio desgaste del proceso revolucionario hacen que la población más conservadora se asuste y demande un gobierno firme.
La intervención del general De Gaulle, las manifestaciones antirrevolucionarias y el deseo de retorno a la tranquilidad de la gente hacen que la UDR arrase en las elecciones de 1968: en la primera vuelta de las elecciones la UDR consigue un 43,65 % de los votos, y los Republicanos Independientes un 8,3 %. La UDR consigue en solitario mayoría absoluta, un hecho sin precedentes en la historia parlamentaria de Francia.

## El asentamiento en el poder
A pesar de la desorientación que produce el fracaso de De Gaulle en el referéndum de 1969 y algunos intentos de barones de escindirse, la UDR mantiene su unidad en el apoyo a la candidatura a la Presidencia de la República de Georges Pompidou. Los sectores a la izquierda del gaullismo tratan sin éxito de alcanzar una mayor relevancia. Algunos de ellos acabarán dejando la organización y pasando a integrarse en un Partido Socialista en pleno proceso de reconstrucción.

## Salida del gobierno
Tras la muerte de Pompidou, la UDR se divide. Jacques Chirac apoya a Giscard d'Estaing en perjuicio del candidato del partido, Jacques Chaban-Delmas. Chirac toma las riendas del partido tras ser nombrado primer ministro, pero la UDR no acepta bien el que el nuevo Presidente no pertenezca al partido. 
Al dimitir de sus funciones de primer ministro Chirac el 26 de julio de 1976 (dimisión que no fue aceptada por el presidente Giscard hasta finales de agosto), la UDR deja de ocupar todos los puestos clave de la administración, algo que no había sucedido desde los inicios de la Quinta República.

## La creación del RPR
El 14 de septiembre de 1976 Jacques Chirac lanza un mensaje de tipo "gaulliano" apelando a la "unión de todas las fuerzas que luchan por la democracia, la justicia y el progreso social". Este mensaje de renovación está dirigido fundamentalmente a la UDR: no se va a crear un nuevo amasijo de partidos alrededor de la UDR, sino un nuevo partido, fuertemente cohesionado, partiendo de la UDR. Chirac sólo encuentra tímidas resistencias en alguna organización juvenil y en Chaban-Delmas. 
En una reunión celebrada en París el 5 de diciembre de 1976 ante una multitud enfervorizada de militantes se realiza la mutación: más del 96 % de los delegados elegidos aprueban los estatutos del nuevo partido: la Agrupación por la República (Rassemblement pour la République). El poder se centraliza en la figura de Jacques Chirac.

## Resultados electorales

### Elecciones presidenciales
|  | 44.46 % |

|  | 58.21 % |

|  | 15.10 % |

### Elecciones legislativas
|  | 37.73 % |

|  | 42.60 % |

|  | 43.65 % |

|  | 46.39 % |

|  | 34.68 % |

|  | 45.62 % |

a Respecto a los escaños obtenidos por la UNR-UDT en 1962.